# 林副主席指示第一号令
林副主席指示第一号令（りんふくしゅせきしじだいいちごうれい）は、1969年ダマンスキー島の事件で、発生した中国共産党中央委員会副主席、中国共産党中央軍事委員会副委員長、副首相と国防部部長の林彪のソ連があるかもしれない中国の戦略的な襲撃リリース準備コマンド。それ以来、「中ソ友好同盟相互扶助条約」は生き残った。

## 説明する
9・13事件の後、「第一号令」に別の説明が与えられ、林彪は毛沢東の陰謀論を奪う機会を得ました。

## 参照資料
1. ↑  中華网 (2008年12月9日). “林彪第一号令是不是簒党奪権預演” (中国語). 硅谷動力. 2008年12月9日時点のオリジナルよりアーカイブ。2018年7月14日閲覧。